# Gustav Sintenis
Gustav Sintenis (* 15. März 1879 in Schlieben; † 3. März 1931 auf Schloss Elmau bei Garmisch; vollständiger Name: Gustav Heinrich Carl Enno Sintenis) war ein deutscher Jurist und Bankier.

## Leben
Gustav Sintenis wurde als Sohn des Landgerichtspräsidenten Emil Sintenis geboren. Nach dem Besuch des Gymnasiums in Nordhausen studierte er an der Albert-Ludwigs-Universität Freiburg, an der Universität Leipzig und an der Universität Breslau Rechtswissenschaften. In Leipzig wurde er 1898 Mitglied des Corps Saxonia. 1900 bestand er das erste Staatsexamen und wurde zum Referendar ernannt. 1902 promovierte er zum Dr. jur., 1905 legte er das zweite Staatsexamen ab und wurde zum Assessor ernannt.
Nach einer ersten beruflichen Tätigkeit am Disziplinarhof beim Staatsministerium verließ er den Staatsdienst und wurde 1907 juristischer Mitarbeiter der Berliner Handelsgesellschaft. Drei Jahre später wurde er 1. Syndikus und im August 1918 Geschäftsinhaber der Bank. Nach dem Ausscheiden von Carl Fürstenberg leitete er zusammen mit Siegfried Bieber, Hans Fürstenberg und Otto Jeidels die Gesellschaft.
Während des Ersten Weltkriegs wirkte Sintenis an den wirtschaftlichen Kriegsgesetzen mit. Er war 1930 Aufsichtsratsvorsitzender von neun Unternehmen und gehörte vielen weiteren Aufsichtsräten als normales Mitglied an. 
Gustav Sintenis starb 1931, kurz vor seinem 52. Geburtstag, auf einer Erholungsreise. Sein Grab befindet sich auf dem Friedhof Dahlem.

## Schriften
- Der simulirte Prozess. 1902.
- (zusammen mit Carl von Lewinski): Das Recht der Handelsgeschäfte und Handelsgesellschaften. Ein Handbuch für die kaufmännische Praxis. 1909.
- Die finanz- und wirtschaftspolitischen Kriegsgesetze 1914. 1914.
- Nachtrag zu Sintenis Finanz- und wirtschaftspolitische Kriegsgesetze 1914. Die Bekanntmachungen des Bundesrats aus der Zeit vom 8. September bis 22. Oktober 1914. 1914.
- Die finanz- und wirtschaftspolitischen Kriegsgesetze 1914/16. 1916.